# Gymnastik vid olympiska sommarspelen 1980
Gymnastiken vid de olympiska sommarspelen 1980 i Moskva bestod av 14 grenar fördelade på två olika discipliner i artistisk gymnastik, som avgjordes i Sports Palace of the Central Lenin Stadium.

## Medaljörer

### Herrar
| Event                   | Guld | Silver                                                                                                | Brons                                                                                       |
| Mångkamp, lag detaljer  | Sovjetunionen Nikolaj Andrianov Eduard Azarjan Aleksandr Ditiatin Bogdan Makuts Vladimir Markelov Aleksandr Tkatjov | Östtyskland Ralf-Peter Hemmann Lutz Hoffmann Lutz Mack Michael Nikolay Andreas Bronst Roland Brückner | Ungern Ferenc Donáth György Guczoghy Zoltán Kelemen Péter Kovács Zoltán Magyar István Vámos |
| Mångkamp, ind. detaljer | Aleksandr Ditiatin Sovjetunionen                                                                                    | Nikolaj Andrianov Sovjetunionen                                                                       | Stojan Delttjev Bulgarien                                                                   |
| Fristående detaljer     | Roland Brückner Östtyskland                                                                                         | Nikolaj Andrianov Sovjetunionen                                                                       | Aleksandr Ditiatin Sovjetunionen                                                            |
| Bygelhäst detaljer      | Zoltán Magyar Ungern                                                                                                | Aleksandr Ditiatin Sovjetunionen                                                                      | Michael Nikolay Östtyskland                                                                 |
| Ringar detaljer         | Aleksandr Ditiatin Sovjetunionen                                                                                    | Aleksandr Tkatjov Sovjetunionen                                                                       | Jiří Tabak Tjeckoslovakien                                                                  |
| Hopp detaljer           | Nikolaj Andrianov Sovjetunionen                                                                                     | Aleksandr Ditiatin Sovjetunionen                                                                      | Roland Brückner Östtyskland                                                                 |
| Barr detaljer           | Aleksandr Tkatjov Sovjetunionen                                                                                     | Aleksandr Ditiatin Sovjetunionen                                                                      | Roland Brückner Östtyskland                                                                 |
| Räck detaljer           | Stojan Delttjev Bulgarien                                                                                           | Aleksandr Ditiatin Sovjetunionen                                                                      | Nikolaj Andrianov Sovjetunionen                                                             |

### Damer
| Event                   | Guld | Silver                                                                                            | Brons                                                                                          |
| Mångkamp, lag detaljer  | Sovjetunionen Elena Davjdova Maria Filatova Nellie Kim Jelena Naimusjina Natalja Sjaposjnikova Stella Zacharova | Rumänien Nadia Comăneci Rodica Dunca Emilia Eberle Cristina Grigoraș Melita Ruhn Dumitrița Turner | Östtyskland Maxi Gnauck Silvia Hindorff Steffi Kraker Katharina Rensch Karola Sube Birgit Süss |
| Mångkamp, ind. detaljer | Elena Davjdova Sovjetunionen                                                                                    | Maxi Gnauck Östtyskland                                                                           | Ingen utsedd                                                                                   |
| Mångkamp, ind. detaljer | Elena Davjdova Sovjetunionen                                                                                    | Nadia Comăneci Rumänien                                                                           | Ingen utsedd                                                                                   |
| Hopp detaljer           | Natalja Sjaposjnikova Sovjetunionen                                                                             | Steffi Kraker Östtyskland                                                                         | Melita Ruhn Rumänien                                                                           |
| Barr detaljer           | Maxi Gnauck Östtyskland                                                                                         | Emilia Eberle Rumänien                                                                            | Steffi Kraker Östtyskland                                                                      |
| Barr detaljer           | Maxi Gnauck Östtyskland                                                                                         | Emilia Eberle Rumänien                                                                            | Melita Ruhn Rumänien                                                                           |
| Barr detaljer           | Maxi Gnauck Östtyskland                                                                                         | Emilia Eberle Rumänien                                                                            | Maria Filatova Sovjetunionen                                                                   |
| Bom detaljer            | Nadia Comăneci Rumänien                                                                                         | Elena Davjdova Sovjetunionen                                                                      | Natalja Sjaposjnikova Sovjetunionen                                                            |
| Fristående detaljer     | Nellie Kim Sovjetunionen                                                                                        | Ingen utsedd                                                                                      | Natalja Sjaposjnikova Sovjetunionen                                                            |
| Fristående detaljer     | Nadia Comăneci Rumänien                                                                                         | Ingen utsedd                                                                                      | Maxi Gnauck Östtyskland                                                                        |

## Medaljtabell
| Pl.    | Nation          | Guld | Silver | Brons | Totalt |
| ------ | --------------- | ---- | ------ | ----- | ------ |
| 1      | Sovjetunionen   | 9    | 8      | 5     | 22     |
| 2      | Östtyskland     | 2    | 3      | 6     | 11     |
| 3      | Rumänien        | 2    | 3      | 2     | 7      |
| 4      | Bulgarien       | 1    | 0      | 1     | 2      |
| 4      | Ungern          | 1    | 0      | 1     | 2      |
| 5      | Tjeckoslovakien | 0    | 0      | 1     | 1      |
| Totalt | Totalt          | 15   | 14     | 16    | 45     |